# Kosovo (Plovdiv)
Kosovo (Bulgaars: Косово) is een dorp in Bulgarije. Het dorp is gelegen in de gemeente Asenovgrad, oblast Plovdiv. Het dorp ligt hemelsbreed ongeveer 25 km ten zuidoosten van Plovdiv en 142 km ten zuidoosten van de hoofdstad Sofia.
Kosovo staat vooral bekend om een aantal  architectonische monumenten, die typisch zijn voor het Rodopegebergte. Er bevinden zich in totaal 63 monumenten, waarvan vijf een nationale status hebben. Het meest bekende monument is de “Hemelvaartskerk” uit 1851. Het dorp heeft ook een eigen etnografisch museum.

## Bevolking
Op 31 december 2020 telde het dorp 33 inwoners, een stijging ten opzichte van het minimum van 9 personen in 2011, maar een drastische daling vergeleken met het maximum van 799 inwoners in 1934. Veel huizen in het dorp zijn permanent onbewoond. 
|  |

Alle inwoners identificeerden zichzelf als etnische Bulgaren in de volkstelling van 2011. 
| Etnische samenstelling van de respondenten (2011) | Etnische samenstelling van de respondenten (2011) | Etnische samenstelling van de respondenten (2011) | Etnische samenstelling van de respondenten (2011) | Etnische samenstelling van de respondenten (2011) |
| ------------------------------------------------- | ------------------------------------------------- | ------------------------------------------------- | ------------------------------------------------- | ------------------------------------------------- |
|                                                   |                                                   |                                                   |                                                   |                                                   |
| Bulgaren                                          | Bulgaren                                          |                                                   | 100,0%                                            | 100,0%                                            |
| Turken                                            | Turken                                            |                                                   | 0,0%                                              | 0,0%                                              |
| Roma                                              | Roma                                              |                                                   | 0,0%                                              | 0,0%                                              |
| Anders/Onbekend                                   | Anders/Onbekend                                   |                                                   | 0,0%                                              | 0,0%                                              |

Asenovgrad · Batsjkovo · Bor · Bojantsi · Gornoslav · Dobrostan · Dolnoslav · Izbeglii · Izvorovo · Konoesj · Kosovo · Kozanovo · Lenovo · Ljaskovo · Mostovo · Moeldava · Naretsjenski Bani · Novakovo · Novi Izvor · Oresjets · Patriarch Evtimovo · Sini Vrach · Stoevo · Topolovo · Tri Mogoli · Oezoenovo · Tsjerven · Vrata · Zjalt Kamak · Zlatovrach